# Гомуніце (гміна)
Гміна Гомуніце (пол. Gmina Gomunice) — сільська гміна у центральній Польщі. Належить до Радомщанського повіту Лодзинського воєводства.
Станом на 31 грудня 2011 у гміні проживало 6023 особи.

## Площа
Згідно з даними за 2007 рік площа гміни становила 62.57 км², у тому числі:
- орні землі: 57.00%
- ліси: 34.00%

Таким чином, площа гміни становить 4.34% площі повіту.

## Населення
Станом на 31 грудня 2011:
| Опис     | Загалом | Загалом | Чоловіки | Чоловіки | Жінки | Жінки |
| -------- | ------- | ------- | -------- | -------- | ----- | ----- |
| одиниця  | осіб    | %       | осіб     | %        | осіб  | %     |
| все      | 6023    | 100     | 2961     | 49.16    | 3062  | 50.84 |
| міське   | 0       | 100     | 0        |          | 0     |       |
| сільське | 6023    | 100     | 2961     | 49.16    | 3062  | 50.84 |

## Сусідні гміни
Гміна Гомуніце межує з такими гмінами: Гожковіце, Добришице, Каменськ, Кодромб, Радомсько.